# Jean-Yves Le Maux
Jean-Yves Le Maux, né le 5 décembre 1959 à Saint-Lô (Manche), est un footballeur français. Il évoluait au poste de gardien de but.

## Biographie
Jean-Yves est un gardien de but professionnel de deuxième Division. Il évolue notamment à l'US Dunkerque, au Stade Français, au Tours FC, à l'US Orléans, l'US Créteil et à l'US Saint-Malo où il termine sa carrière.
Retiré à Tréméreuc dans les Côtes-d'Armor, il se consacre à sa nouvelle passion, l'élevage des trotteurs. Son élève, Vestphalie du Mont, s'inscrit parmi les meilleurs sujets de sa génération. Placée dans le top 10 des 2 ans en 2011, elle se classe deuxième du Prix Roquepine (groupe II) et troisième du Critérium des Jeunes (Groupe I) l'année suivante.